# Британские Виргинские Острова на Олимпийских играх
Британские Виргинские Острова принимают участие во всех летних Олимпийских играх, начиная с 1984 года. В зимних Олимпийских играх участвовали 2 раза: в 1984 и 2014 годах. Страна никогда не выигрывала медали.
Лучший результат для спортсменов Британских Виргинских Островов — 4-е место Кайрона Макмастера в беге на 400 метров с барьерами на Играх 2020 года.

## Хронология
Летние Олимпийские игры
| Игры                 | Атлеты | Виды спорта     | Виды спорта    | Виды спорта | Медали | Медали | Медали |
| Игры                 | Атлеты | Легкая атлетика | Парусный спорт | Плавание    |        |        |        |
| -------------------- | ------ | --------------- | -------------- | ----------- | ------ | ------ | ------ |
| Лос-Анджелес, 1984   | 9      | 4               | 5              | —           | 0      | 0      | 0      |
| Сеул, 1988           | 3      | 2               | 1              | —           | 0      | 0      | 0      |
| Барселона, 1992      | 4      | 1               | 3              | —           | 0      | 0      | 0      |
| Аталанта, 1996       | 7      | 6               | 1              | —           | 0      | 0      | 0      |
| Сидней, 2000         | 1      | 1               | —              | —           | 0      | 0      | 0      |
| Афины 2004           | 1      | 1               | —              | —           | 0      | 0      | 0      |
| Пекин, 2008          | 2      | 2               | —              | —           | 0      | 0      | 0      |
| Лондон, 2012         | 2      | 2               | —              | —           | 0      | 0      | 0      |
| Рио-де-Жанейро, 2016 | 4      | 3               | —              | 1           | 0      | 0      | 0      |
| Токио, 2020          | 3      | 2               | —              | 1           | 0      | 0      | 0      |

Зимние Олимпийские игры
| Игры          | Атлеты | Виды спорта        | Виды спорта | Медали | Медали | Медали |
| Игры          | Атлеты | Конькобежный спорт | Фристайл    |        |        |        |
| ------------- | ------ | ------------------ | ----------- | ------ | ------ | ------ |
| Сараево, 1984 | 1      | 1                  | —           | 0      | 0      | 0      |
| Сочи, 2014    | 1      | —                  | 1           | 0      | 0      | 0      |